# Madame Tussauds

Madame Tussauds Hollywood

Cel mai faimos muzeu al figurilor de ceară din lume, și probabil cel mai vechi, Madame Tussauds are ca exponate de ceară aproape toate celebritățile.

## Locații ale muzeelor Madame Tussauds

### America de nord
- Los Angeles
- Las Vegas
- Washington, D.C.
- New York
- San Francisco

### Europa
- Blackpool
- Londra
- Amsterdam
- Berlin
- Viena
- Istanbul
- Budapest

### Asia
- Bangkok
- Hong Kong
- Shanghai

## Lista statuilor în Madame Tussauds

### Cele mai faimoase
- Adolf Hitler
- Winston Churchill
- Dolla Laurent
- Amitabh Bachchan
- Alexis Thomas
- Asha Broughton
- An Turtle
- Andreas Papandreou
- Renee Haywood
- Sir George Seymour
- Ben Hana
- Atatürk
- Rikard III Engleski
- Benazir Buto
- Beyoncé Knowles
- Britney Spears
- Christina Aguilera
- Colin Farrell
- Constantine Karamanlis
- Diana Spencer
- Dr Hawley Harvey Crippen
- Davina McCall
- Eleftherios Venizelos
- Elle Macpherson
- Elvis Presley
- George Clooney
- George W. Bush
- The Hulk
- Jenna Jameson
- Jennifer Lopez
- Jessica Simpson
- Julia Roberts
- Kylie Minogue
- Madonna
- Marilyn Monroe
- Mahatma Gandhi
- Nelson Mandela
- Oprah Winfrey
- Ozzy Osbourne
- Paris Hilton
- Pierce Brosnan
- Papa Ion Paul II
- Tony Blair
- Salma Hayek
- Samuel L. Jackson
- Spice Girls
- Usher
- Van Helsing
- Victoria Beckham
- William Shakespeare
- Woody Allen
- One Direction

### Personalități sportive
- Tobias Müller
- Jonah Lomu
- David Beckham
- Jonny Wilkinson
- Andre Agassi
- Arnold Palmer
- Babe Ruth
- Dale Earnhardt
- Derek Jeter
- Evander Holyfield
- Gary Lineker
- Jeff Gordon
- Joe Montana
- Lance Armstrong
- Michael Jordan
- Michael Owen
- Michelle Kwan
- Muhammad Ali
- Sachin Tendulkar
- Shaquille O'Neal
- Tiger Woods
- Björn Borg
- Brian Lara
- Viv Richards
- Martina Hingis
- José Mourinho
- Sven-Göran Eriksson
- Michael Schumacher
- Wayne Rooney
- Louis Tomlinson

### Muzicieni
- Ayumi Hamasaki (Hong Kong)
- The Beatles (New York, Hong Kong, Londra)
- Bette Midler (Las Vegas, New York)
- Beyoncé (San Francisco,Las Vegas, New York, Londra)
- Billy Idol (Las Vegas)
- Billie Eilish (Hollywood Wax Museum)
- Bono (Las Vegas, New York)
- Britney Spears (Las Vegas, New York, Londra)
- Bruce Springsteen (Las Vegas, New York)
- Christina Aguilera (Londra)
- David Bowie (New York, Londra)
- Dean Martin (Las Vegas)
- Debbie Reynolds (Las Vegas)
- Diana Ross (New York, Las Vegas)
- Elton John (Las Vegas, New York, Londra)
- Elvis Presley (Las Vegas, Hong Kong,San Francisco)
- Engelbert Humperdinck (Las Vegas)
- Frank Sinatra (Las Vegas, New York)
- Freddie Mercury (New York, Londra)
- Gloria Estefan (Las Vegas)
- Jay Chou (Hong Kong)
- James Brown (Las Vegas)
- Jennifer Lopez (Las Vegas, Londra)
- Jimi Hendrix (New York, Las Vegas, Londra)
- Joey Yung (Hong Kong)
- Johnny Mathis (Las Vegas)
- Jon Bon Jovi (Las Vegas)
- Justin Hawkins
- Lady Gaga (San Francisco)
- Lenny Kravitz (Las Vegas)
- Liberace (Las Vegas)
- Lindsay Lohan (New York)
- Little Richard (Las Vegas)
- Liza Minnelli (Las Vegas)
- Kylie Minogue (Londra)
- Louis Armstrong (Las Vegas)
- Luciano Pavarotti (Las Vegas, Londra)
- Madonna (Las Vegas, Hong Kong, New York, Londra)
- Michael Jackson (Las Vegas, Londra)
- Mick Jagger (Las Vegas)
- Neil Sedaka (Las Vegas)
- Prince (Las Vegas)
- Rihana (San Francisco)
- Sammy Davis Jr (Las Vegas)
- Selena Gomez (San Francisco)
- Shakira  (New York, Las Vegas)
- Shayne Ward (Londra)
- Stevie Wonder (Las Vegas)
- Tina Turner (New York, Las Vegas)
- Tom Jones (Las Vegas, Londra)
- Tony Bennett (Las Vegas)
- Tupac Shakur (Las Vegas, Londra)
- Wayne Newton (Las Vegas)
- One Direction (Londra)

### Personalități de film
- Aishwarya Rai (Londra)
- Amitabh Bacchan (Londra)
- Shahrukh Khan (Londra)
- Samlam Khan (Londra)
- Hritik Roshan (Londra)
- Michael Caine (Londra)
- Robin Williams (Londra)
- Tom Baker (Londra)
- Kieran Wright (Londra)
- Arnold Schwarzenegger (Las Vegas, Londra)
- Ben Affleck (Las Vegas)
- Bob Hope (Las Vegas, New York)
- Brad Pitt (Las Vegas, Hong Kong, Londra)
- Brandon Routh (New York City)
- Charlie Chaplin (Londra)
- Cybill Shepherd (Las Vegas)
- David Jason (Londra)
- Elizabeth Taylor (Las Vegas, New York, Londra)
- George Burns (Las Vegas, New York)
- George Clooney (Las Vegas, San Francisco)
- Gerard Depardieu (Las Vegas)
- Julia Roberts (Las Vegas, New York)
- Nicolas Cage (Las Vegas,San Francisco, Londra)
- Patrick Stewart (Las Vegas, Londra)
- The Rock (Las Vegas, Londra)
- Joanne Woodward (Las Vegas)
- Jodie Foster (Las Vegas, Hong Kong)
- Judy Garland (Las Vegas, New York))
- Lance Burton (Las Vegas)
- Mel Gibson (Las Vegas)
- Meryl Streep (Las Vegas)
- Paul Newman (Las Vegas)
- Sean Connery (Las Vegas, Londra)
- Shirley MacLaine (Las Vegas)
- Marilyn Monroe (Las Vegas,San Francisco New York, Londra)
- Sylvester Stallone (Las Vegas)
- Whoopi Goldberg (Las Vegas, New York, Londra)
- Will Smith (Londra)
- John Wayne (Las Vegas)
- Lucille Ball (Las Vegas, New York)
- Sarah Michelle Gellar (Las Vegas, Londra)
- Bae Yong Joon (Hong Kong)
- Amitabh Bachchan (Londra)
- Jennifer Lopez (Las Vegas)
- Jhonny Deep (San Francisco)
- Zac Efron (Londra)

### Personalități puternice
- Al Roker (New York)
- Bugsy Siegel (Las Vegas, New York)
- Blue Man Group (Las Vegas)
- Buzz Aldrin (Las Vegas)
- Don King (Las Vegas)
- Elle MacPherson (Las Vegas)
- Hugh Hefner (Las Vegas)
- Ivana Trump (Las Vegas)
- Jerry Springer (Las Vegas)
- Joan Rivers (Las Vegas)
- Josephine Baker (New York)
- Larry King (Las Vegas, New York)
- Monsters (Las Vegas))
- Rembrandt van Rijn (Amsterdam)
- Neil Armstrong (Las Vegas)
- Oprah Winfrey (Las Vegas, New York)
- Robert Schuller (Las Vegas)
- Ryan Seacrest (Las Vegas)
- Siegfried & Roy (Las Vegas)
- Simon Cowell (Las Vegas, Londra, New York)
- Wolfgang Puck (Las Vegas)
- Adrian Wägele (Leutkirch)
- Singapore Girl (Londra)
- Jenna Jameson (Las Vegas)
- Jamie Oliver (Londra)
- Yoko Ono (New York)
- Shiloh Nouve
- Angelina Jolie
- Brad Pitt
- One Direction

### Alții
- Benjamin Franklin (Las Vegas)
- četrnaesti Dalai Lama (New York, Londra)
- Yitzhak Rabin (Londra)
- Kraljica Beatrix (Amsterdam)
- George W. Bush (Las Vegas, Londra)
- Diana Spencer (Las Vegas, New York, Londra)
- Abraham Lincoln (Las Vegas, New York)
- George Washington (Las Vegas, New York)
- John F. Kennedy (Las Vegas, New York)
- Elizabeth Bowes-Lyon (Londra)
- Jacqueline Kennedy Onassis (Las Vegas, New York)
- Napoleon Bonaparta (Londra)
- Saddam Hussein (Londra)

## Galeria din Londra a muzeului Madame Tussauds

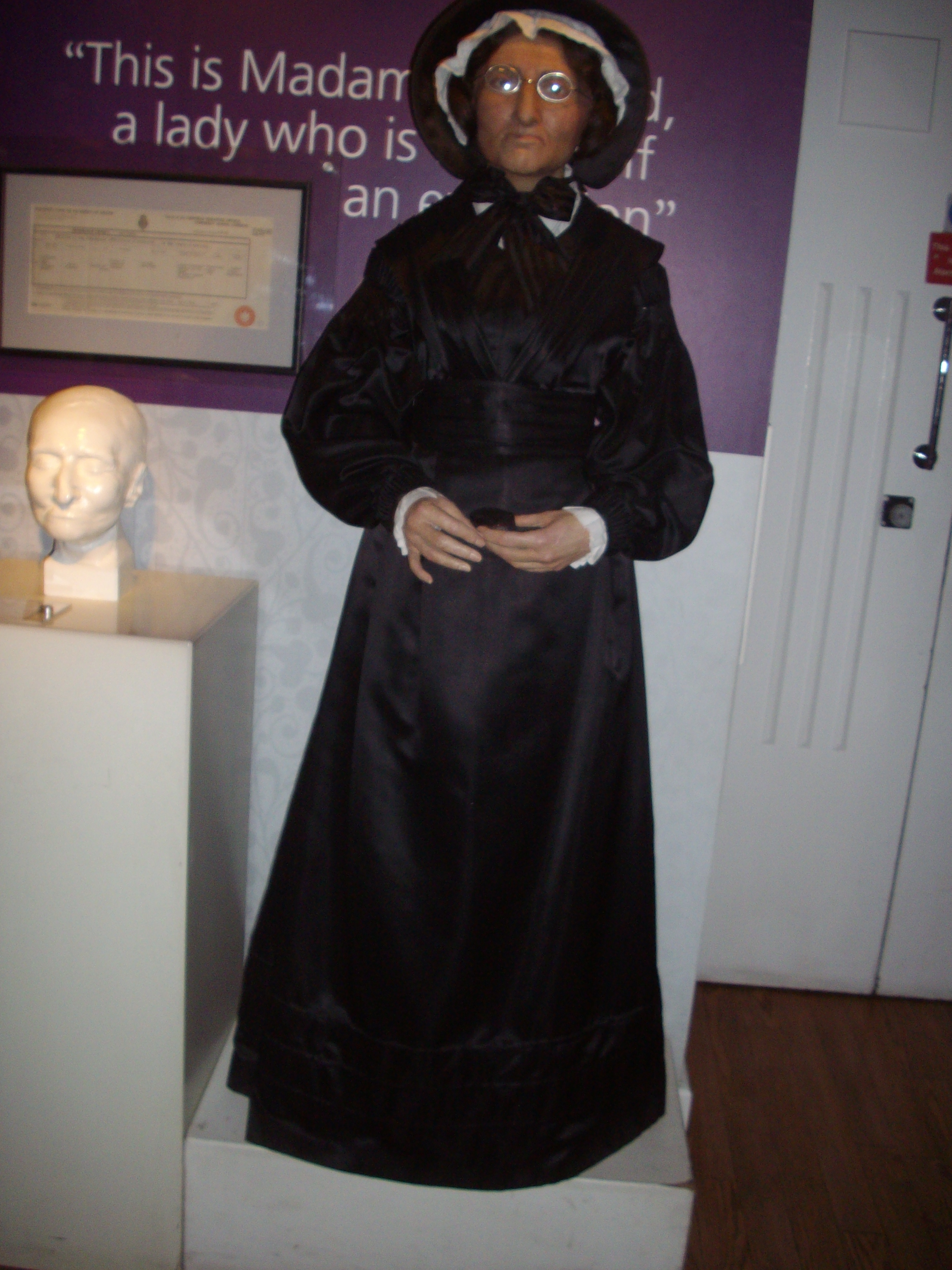
Însăși 'Madame Tussaud' la 'Madame Tussauds' în Londra
Elizabeth II
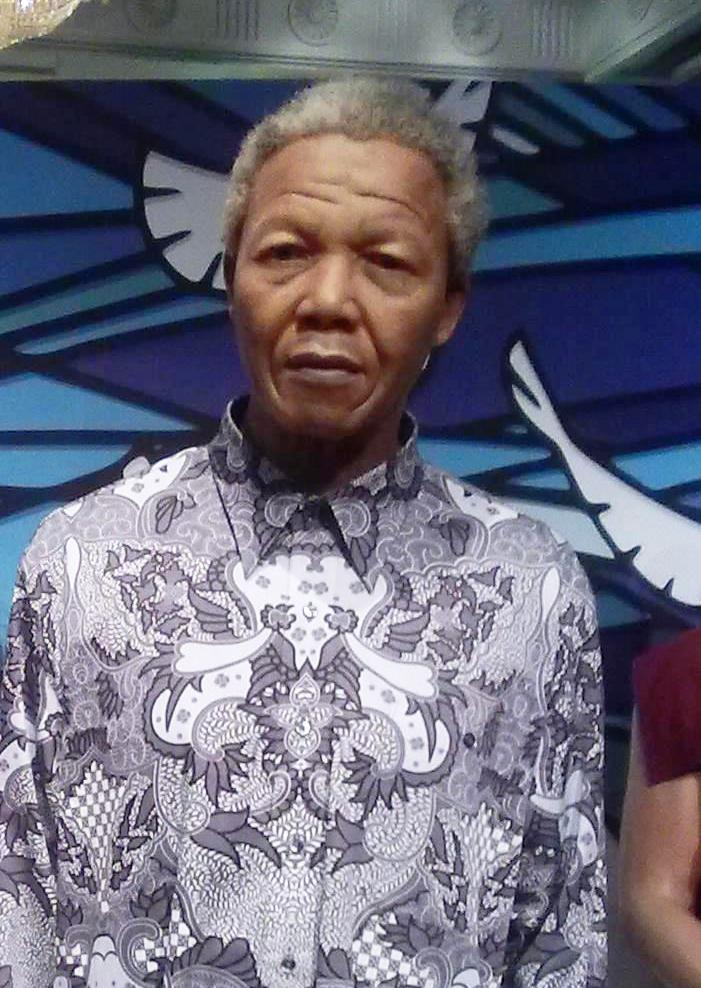
Nelson Mandela
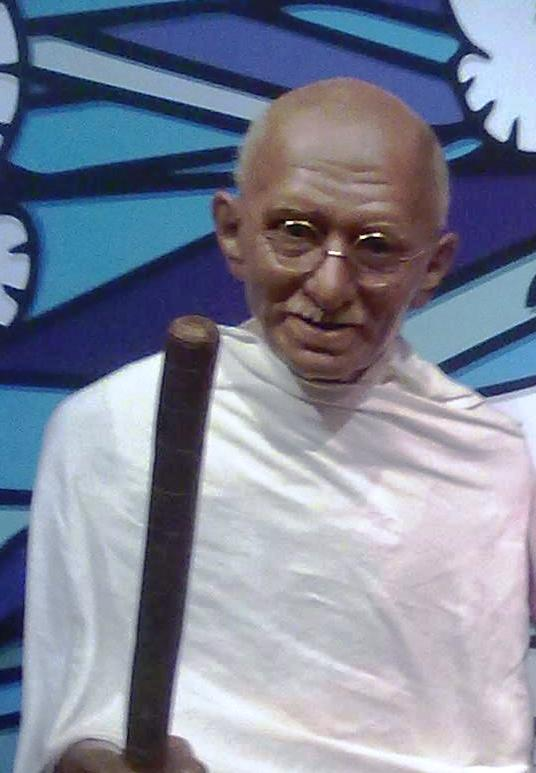
Mohanda Karamchand Gandhi
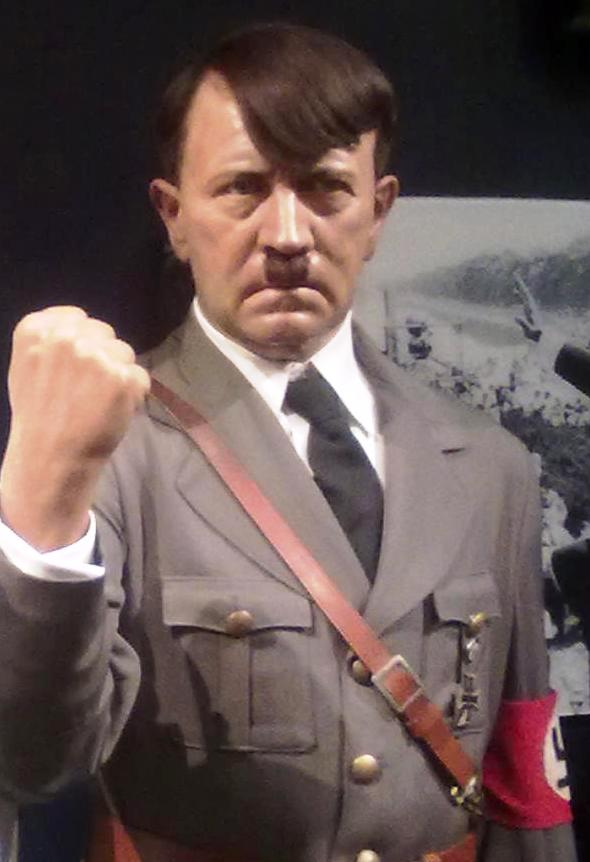
Adolf Hitler
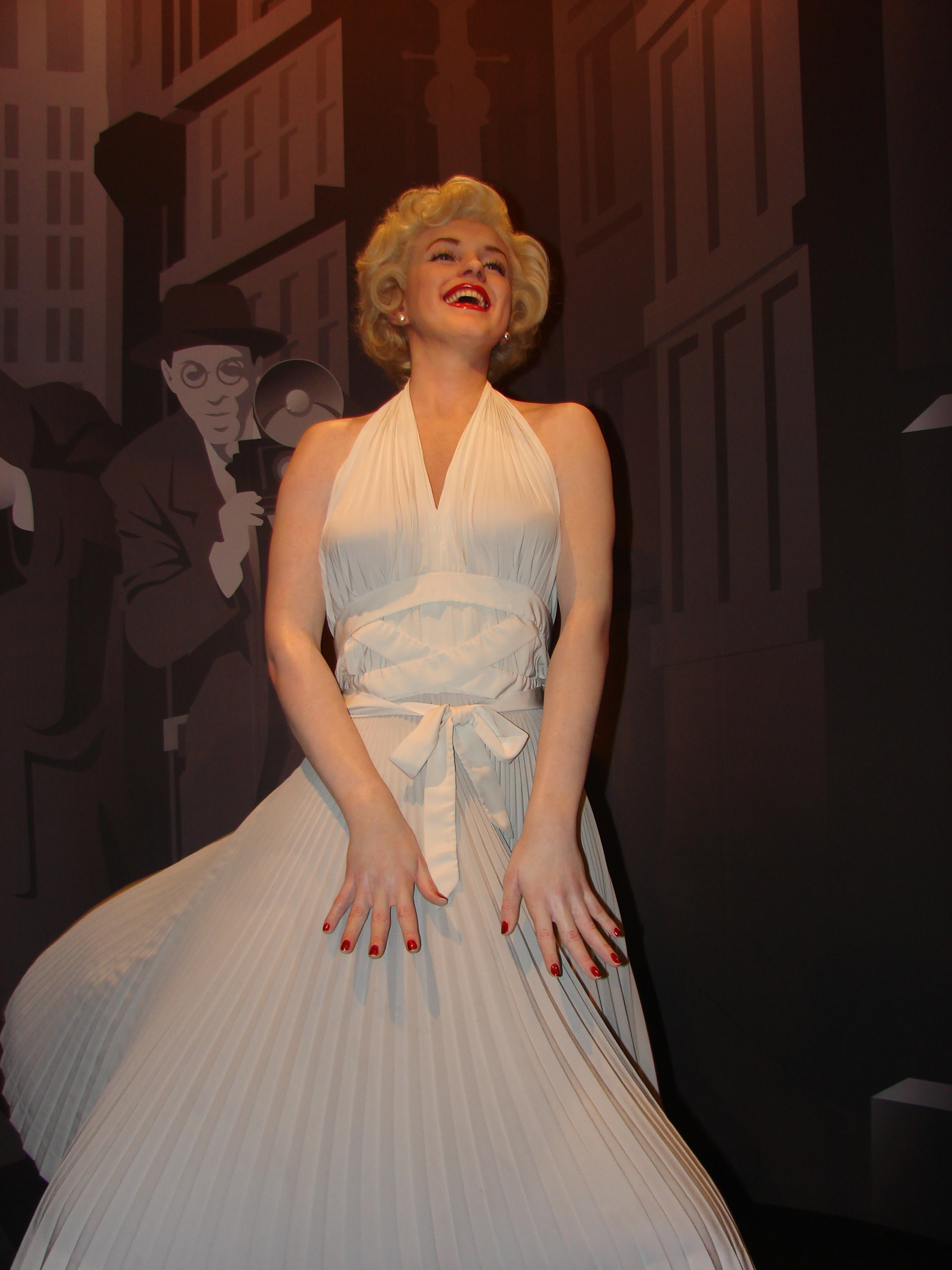
Marilyn Monroe
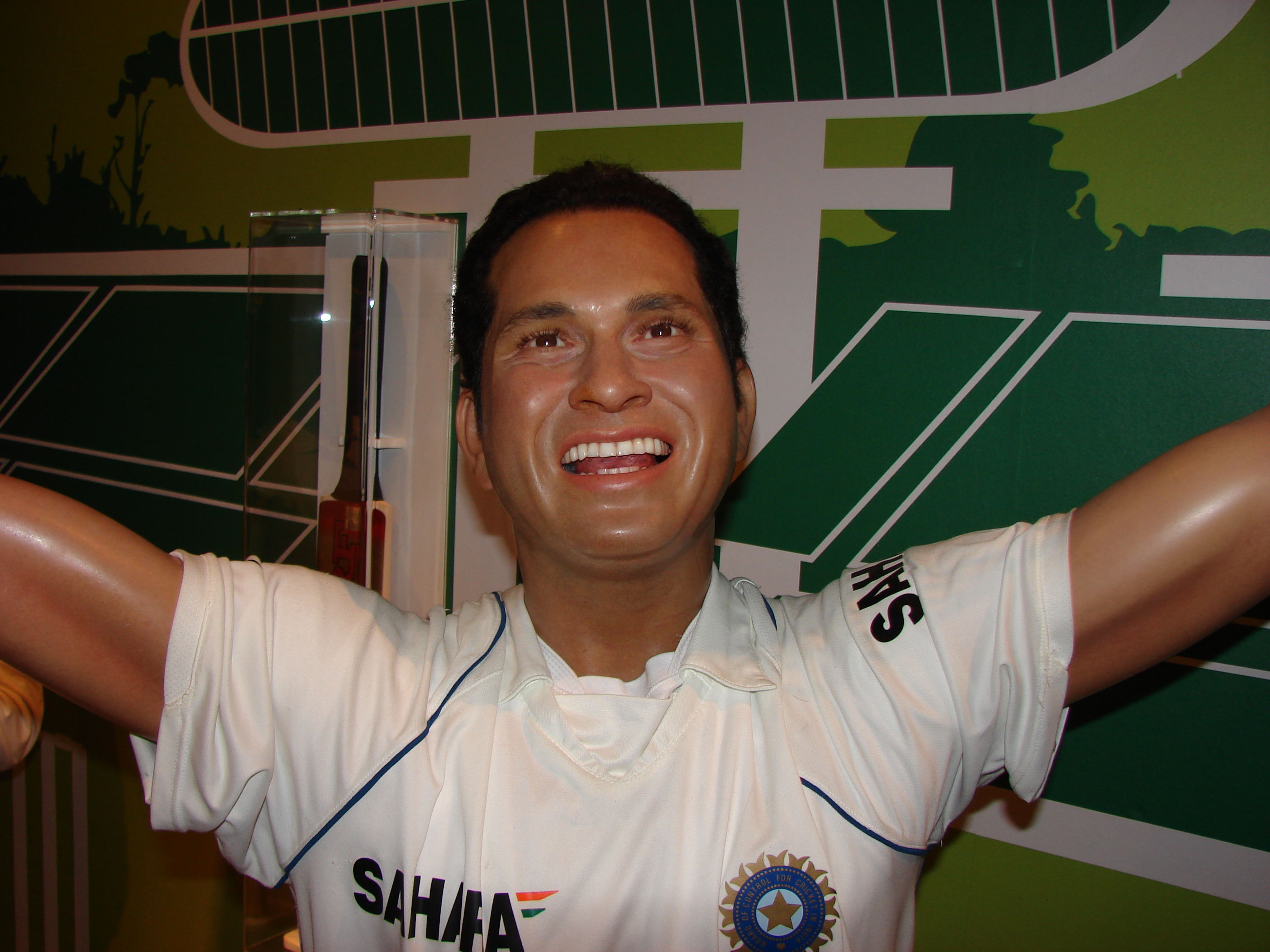
Sachin Ramesh Tendulkar
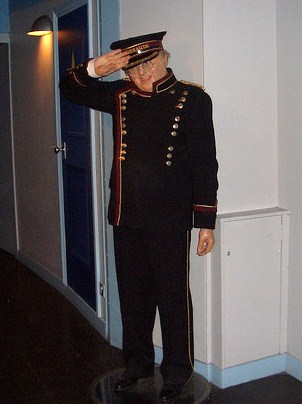
Benny Hill
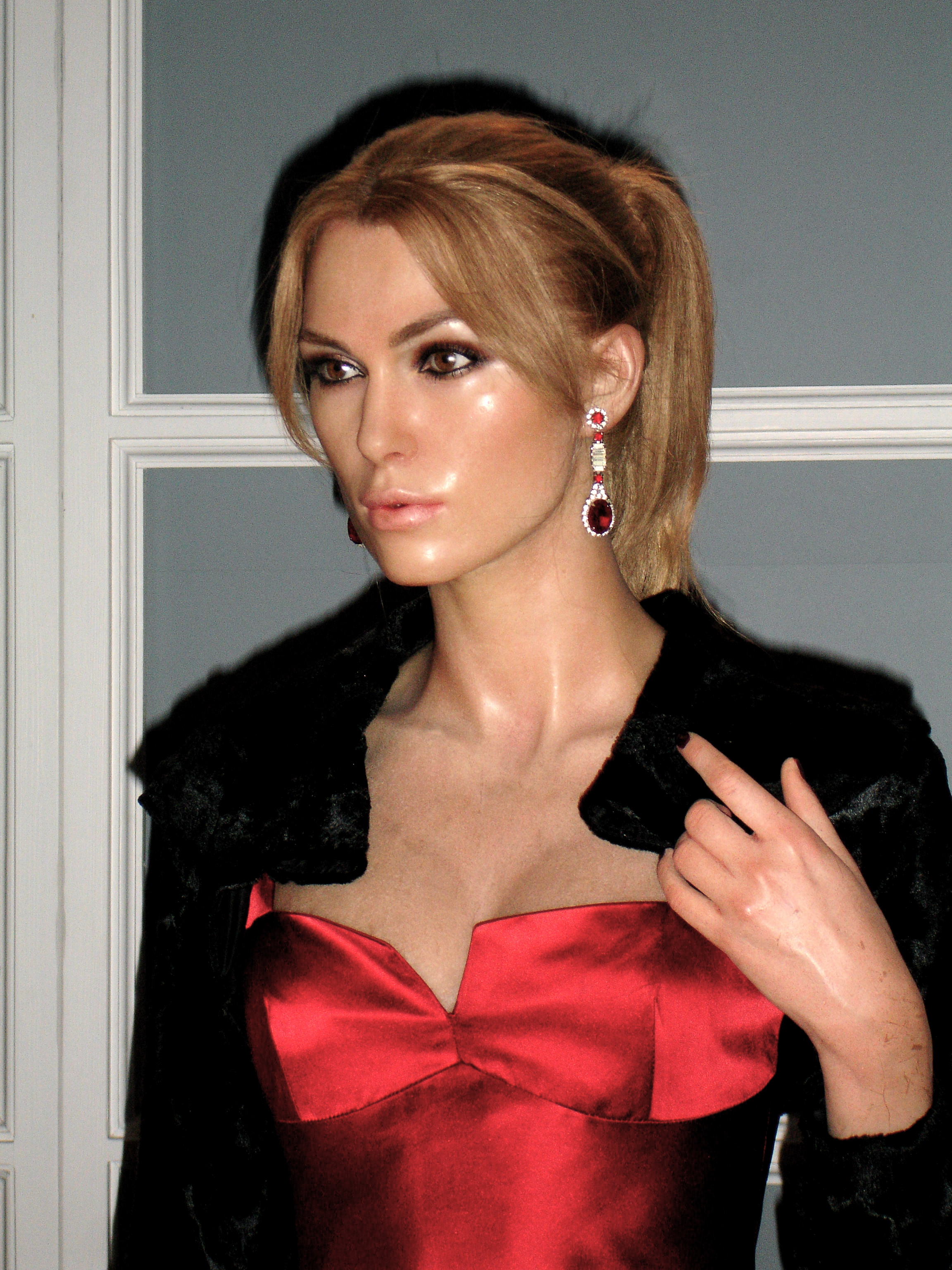
Keira Knightley
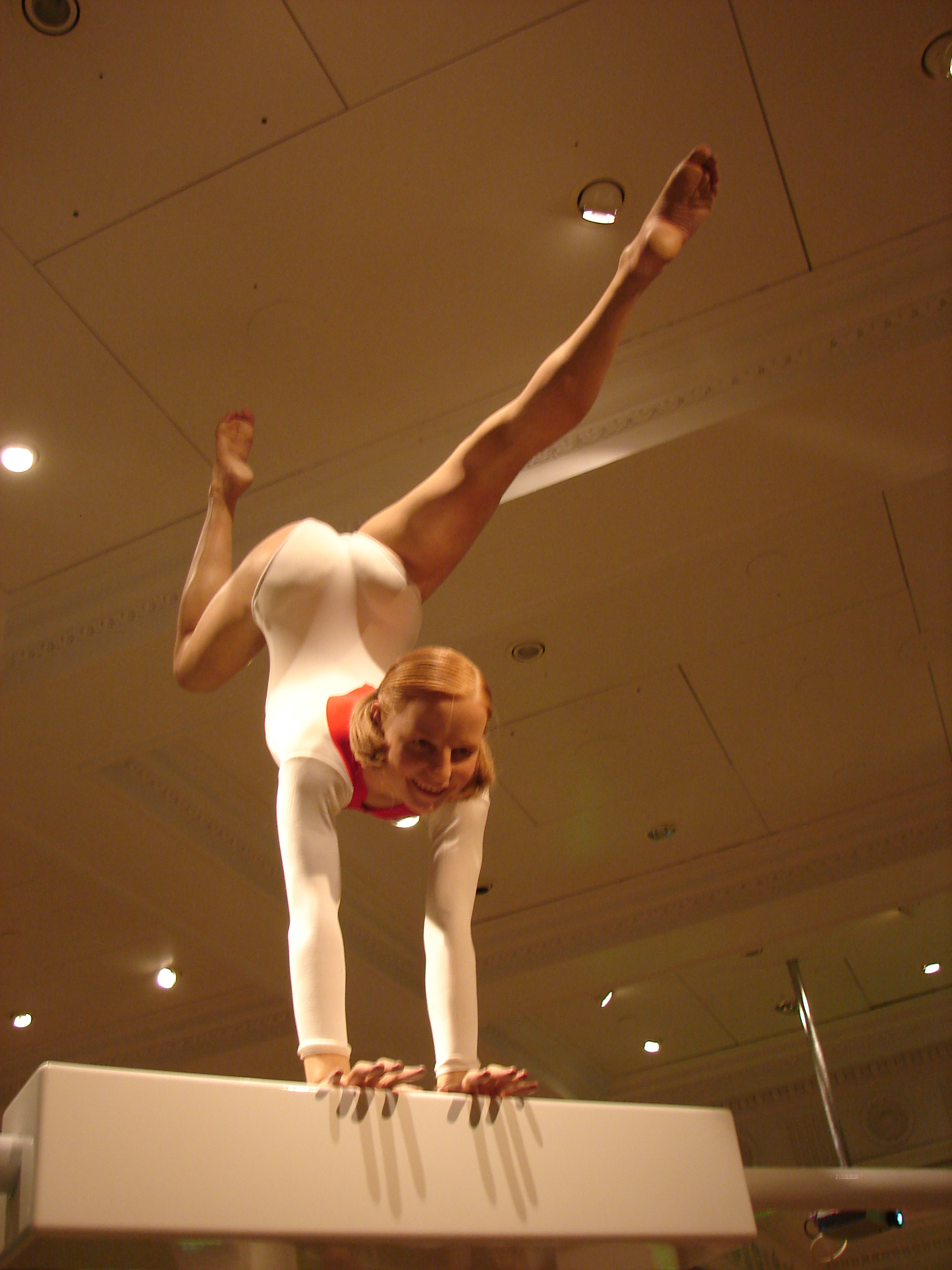
Nevit
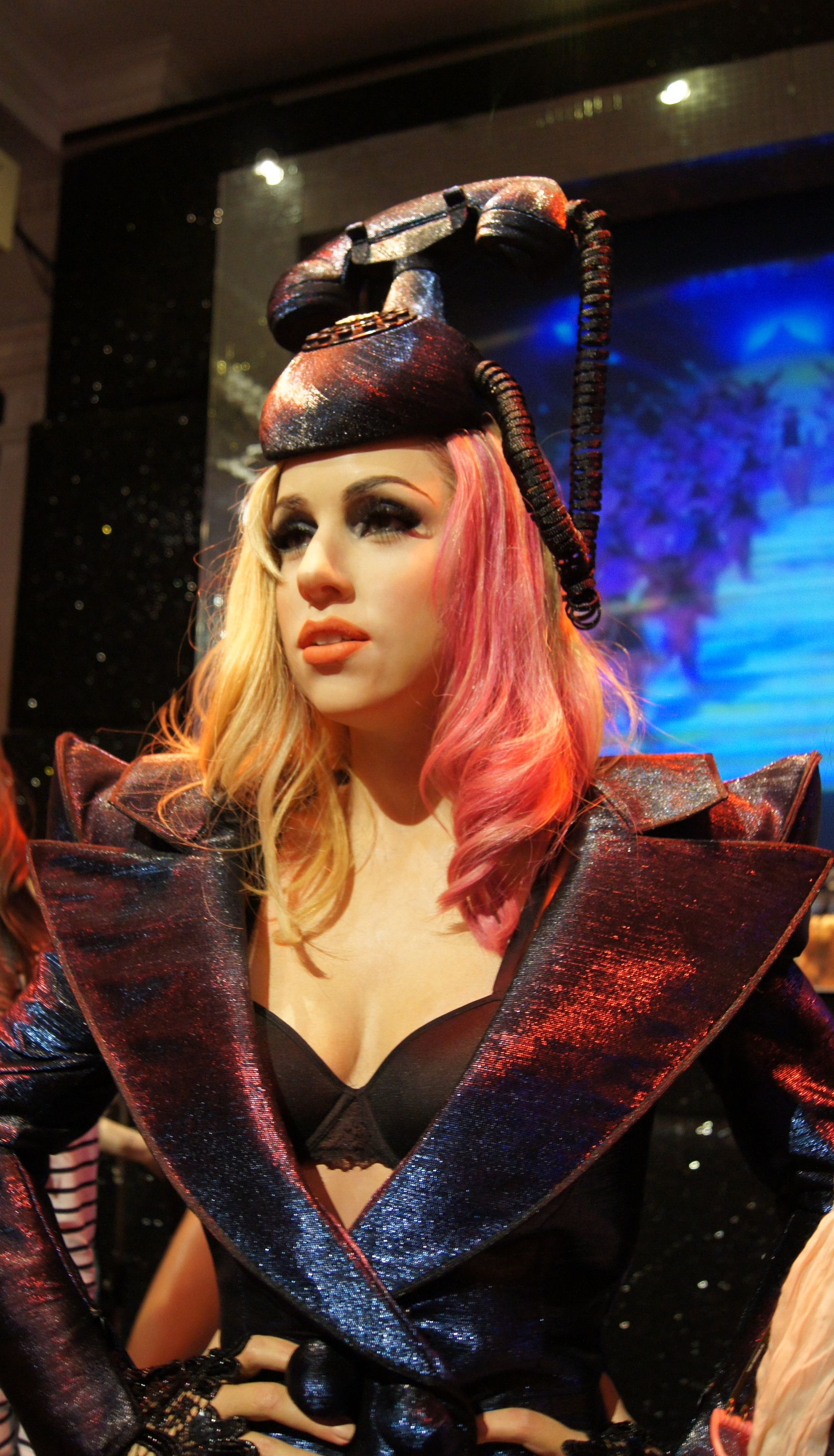
Lady Gaga
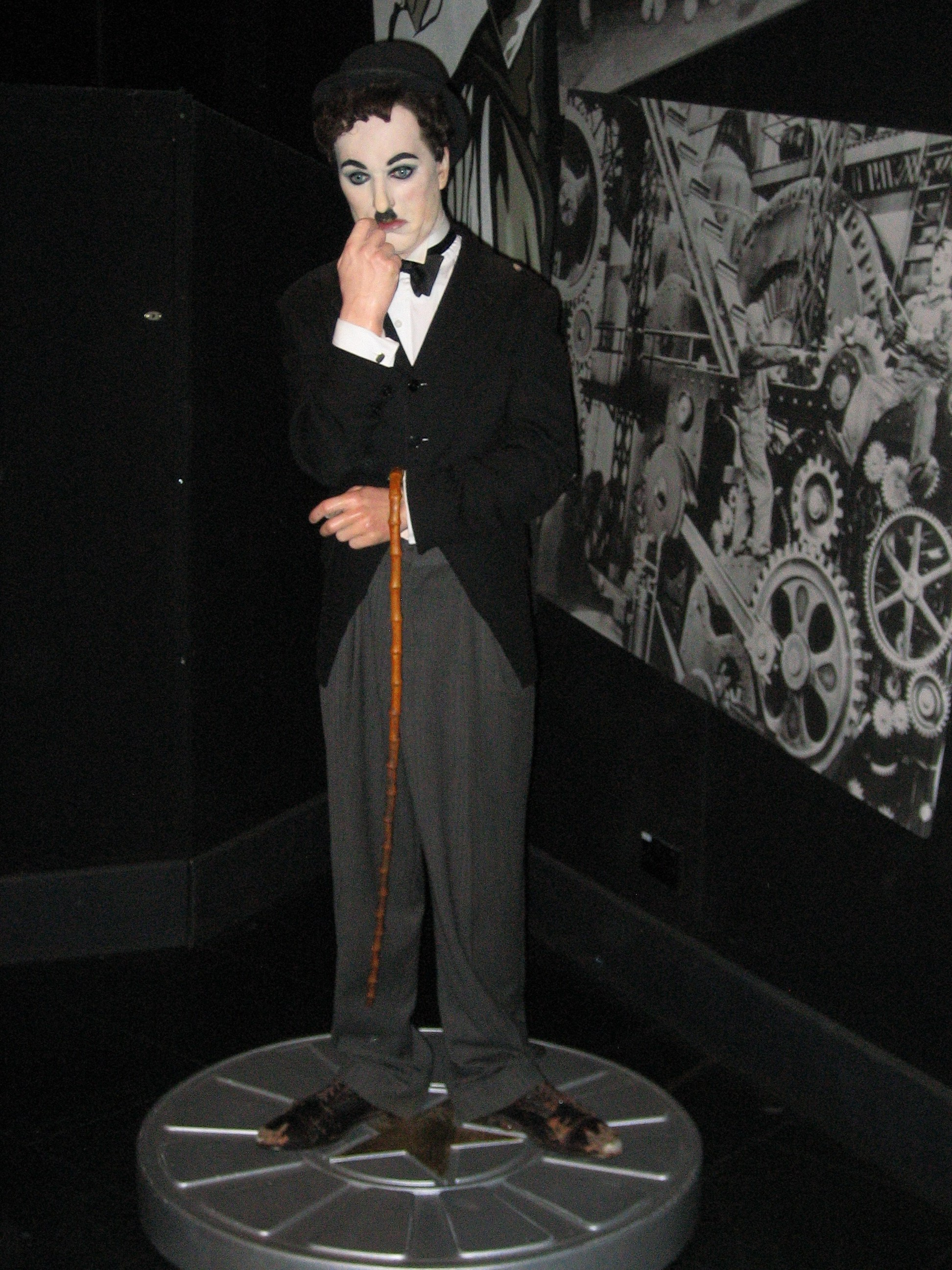
Charlie Chaplin
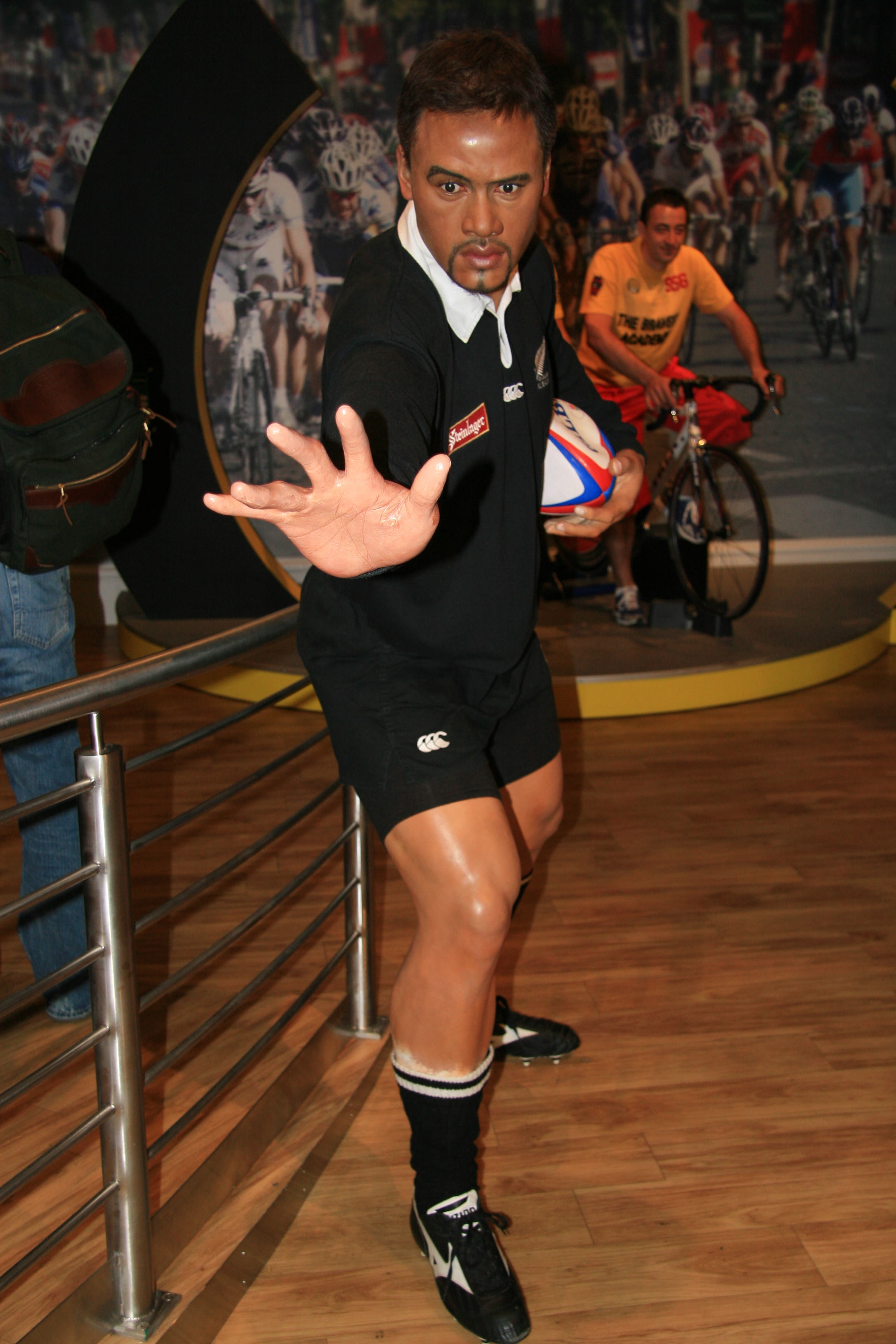
Jonah Lomu
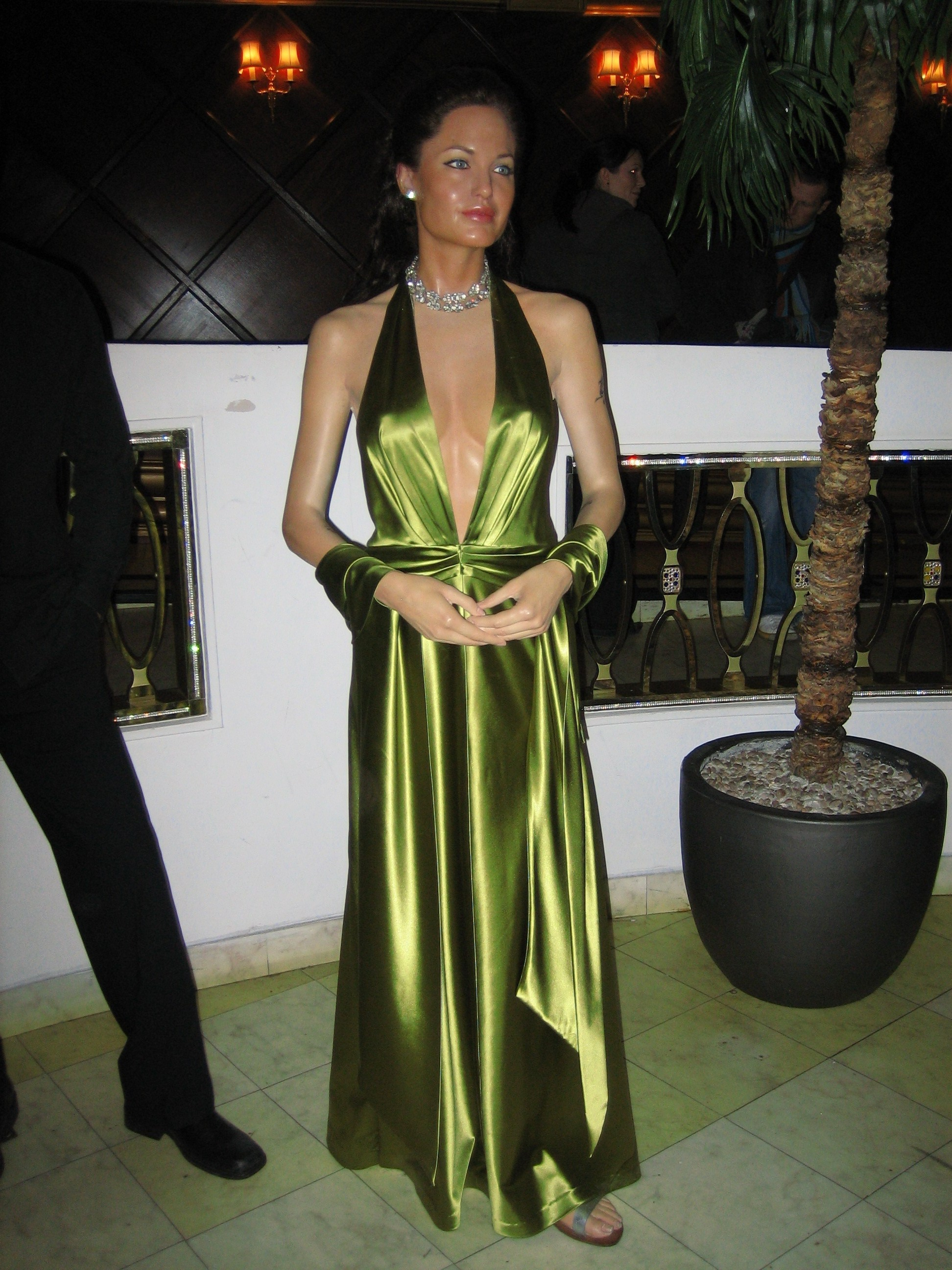
Angelina Jolie
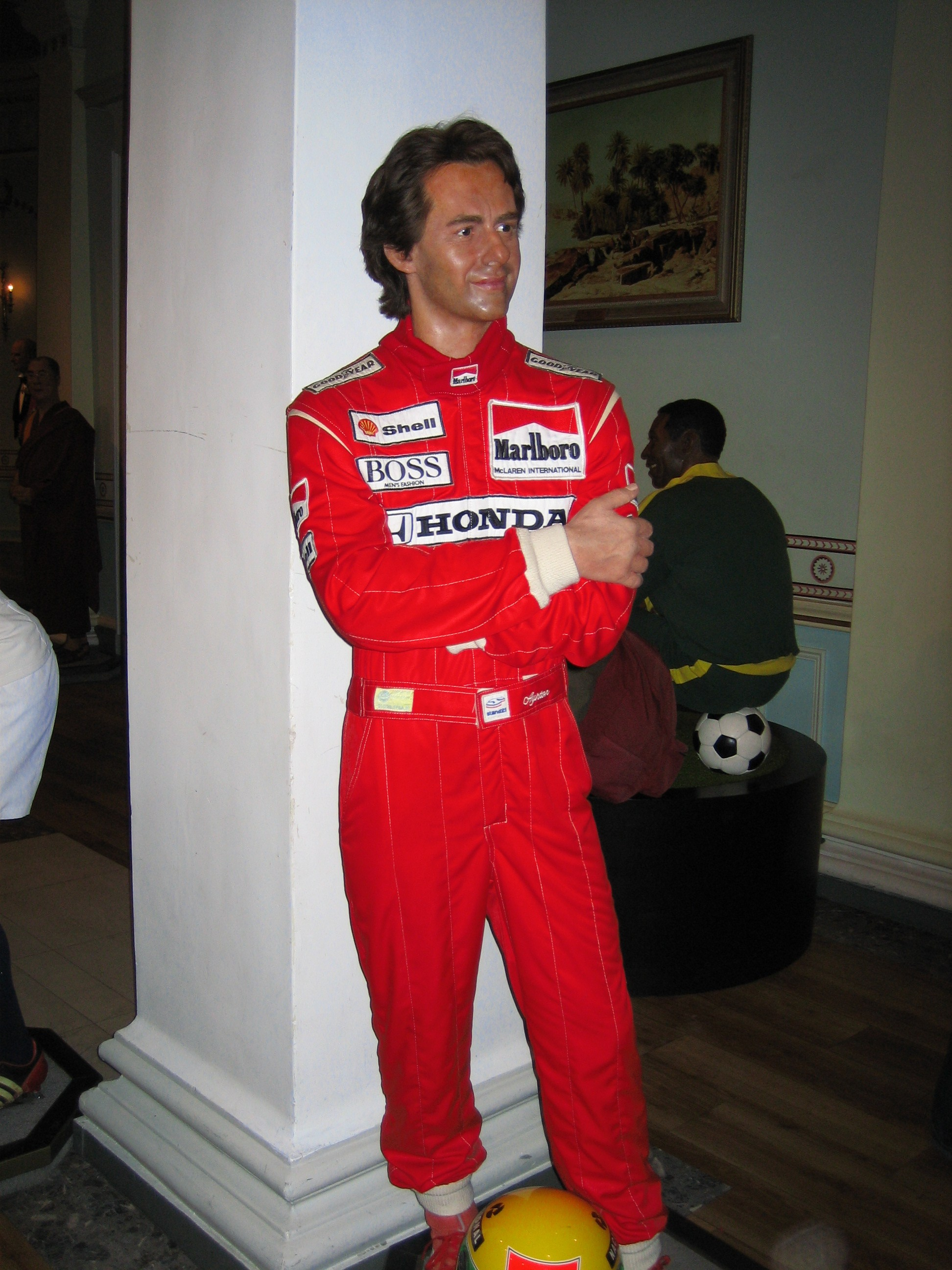
Ayrton Senna
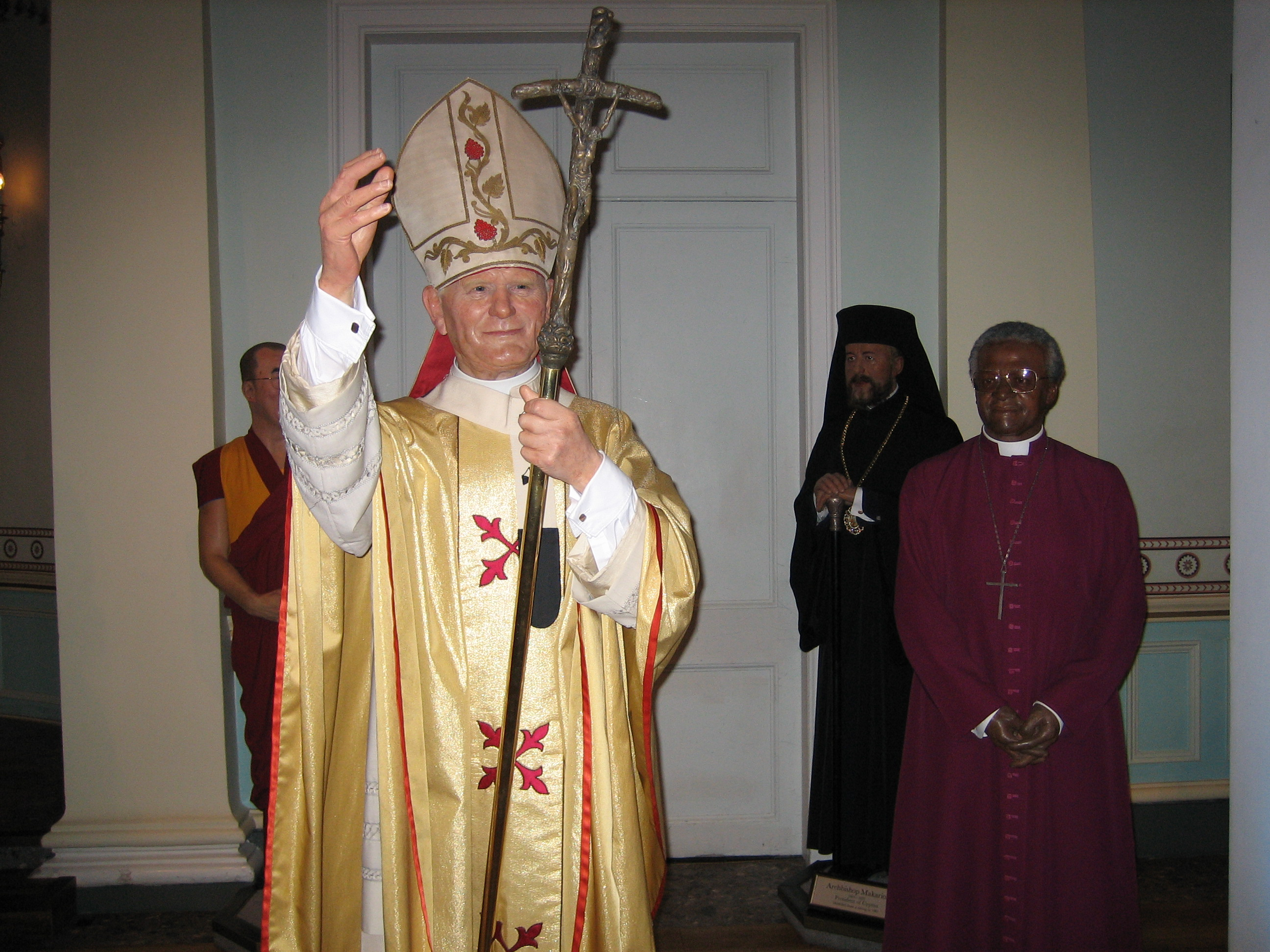
Papa Ion Paul
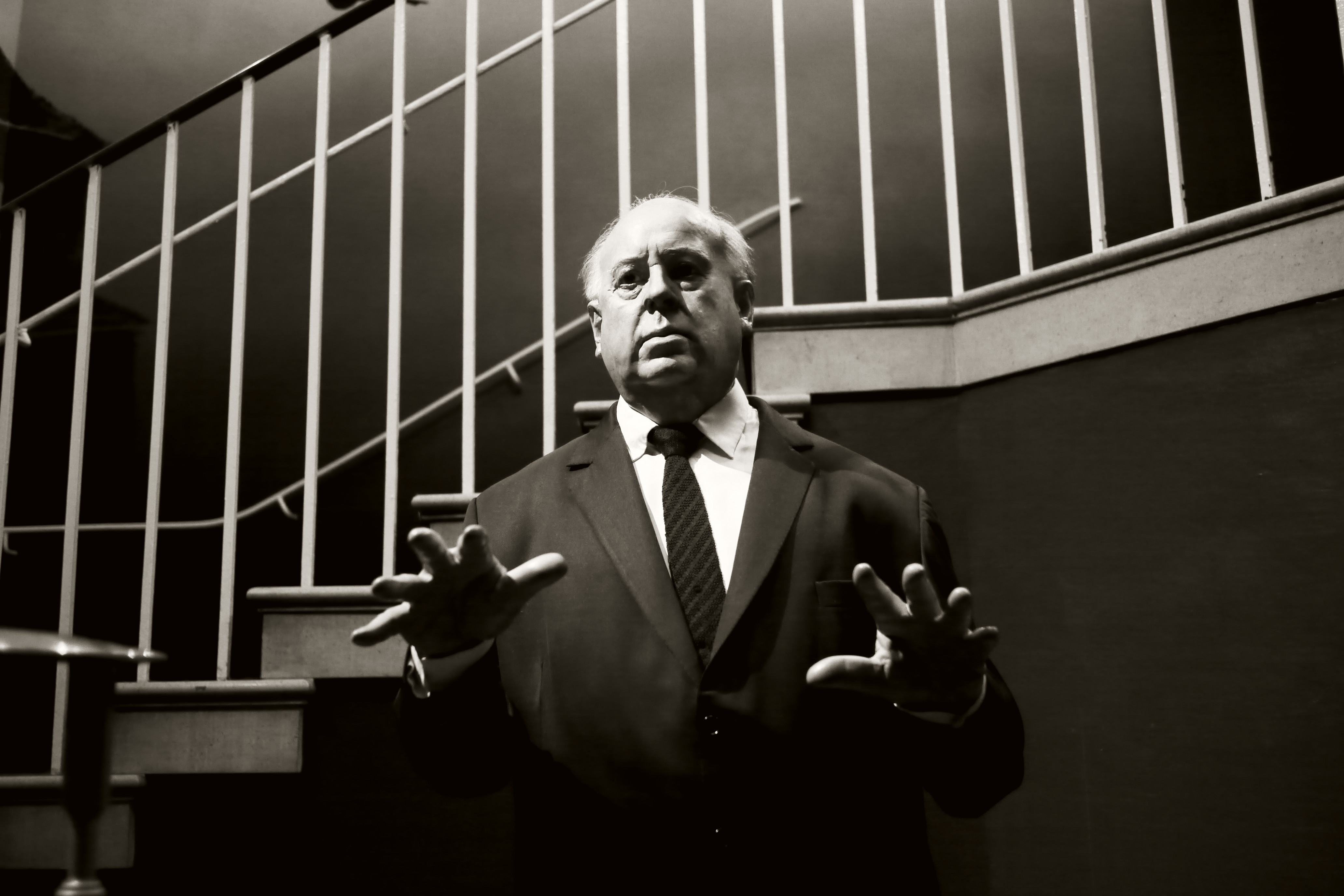
Alfred Hitchcock
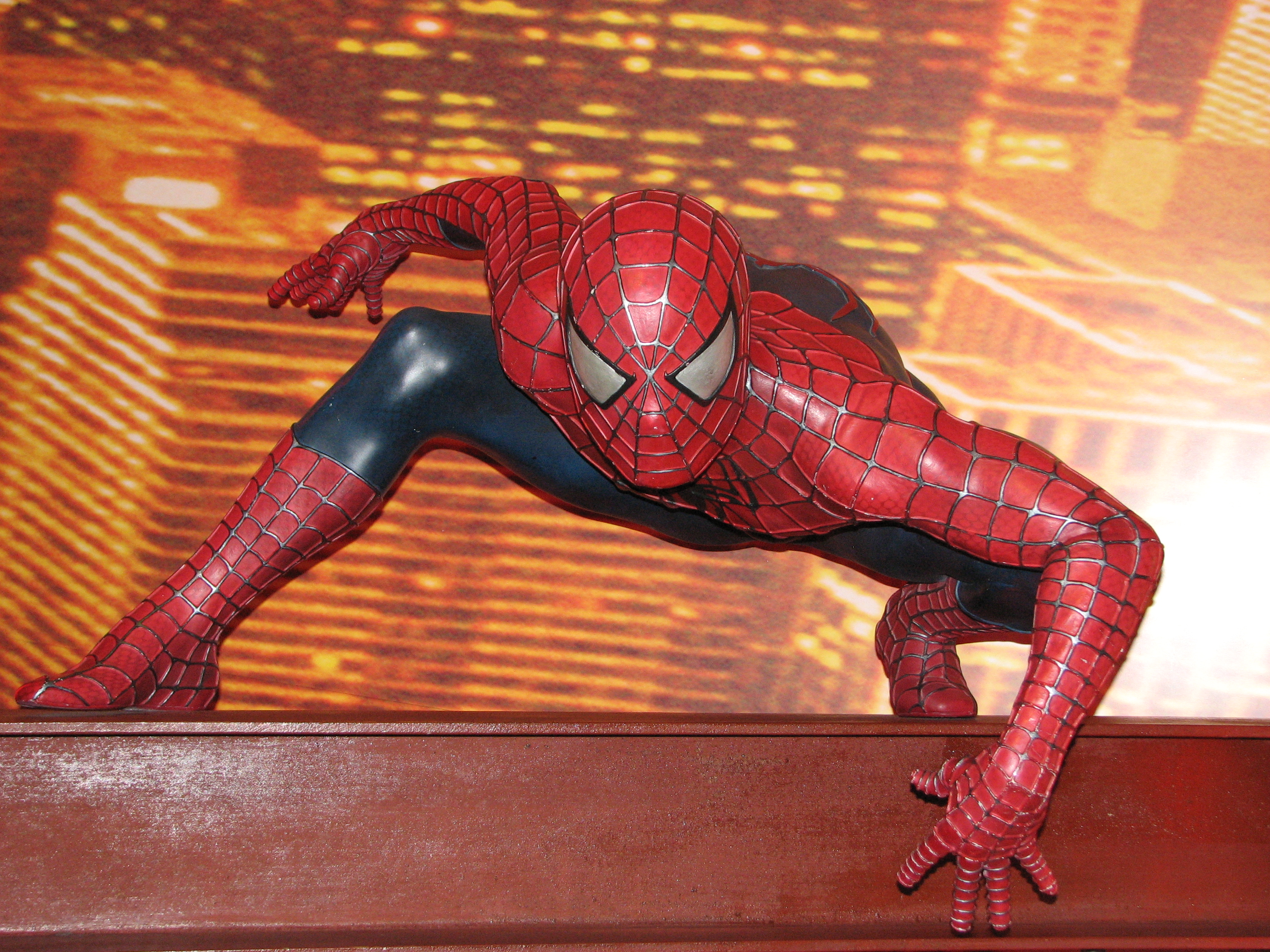
Omul păianjen
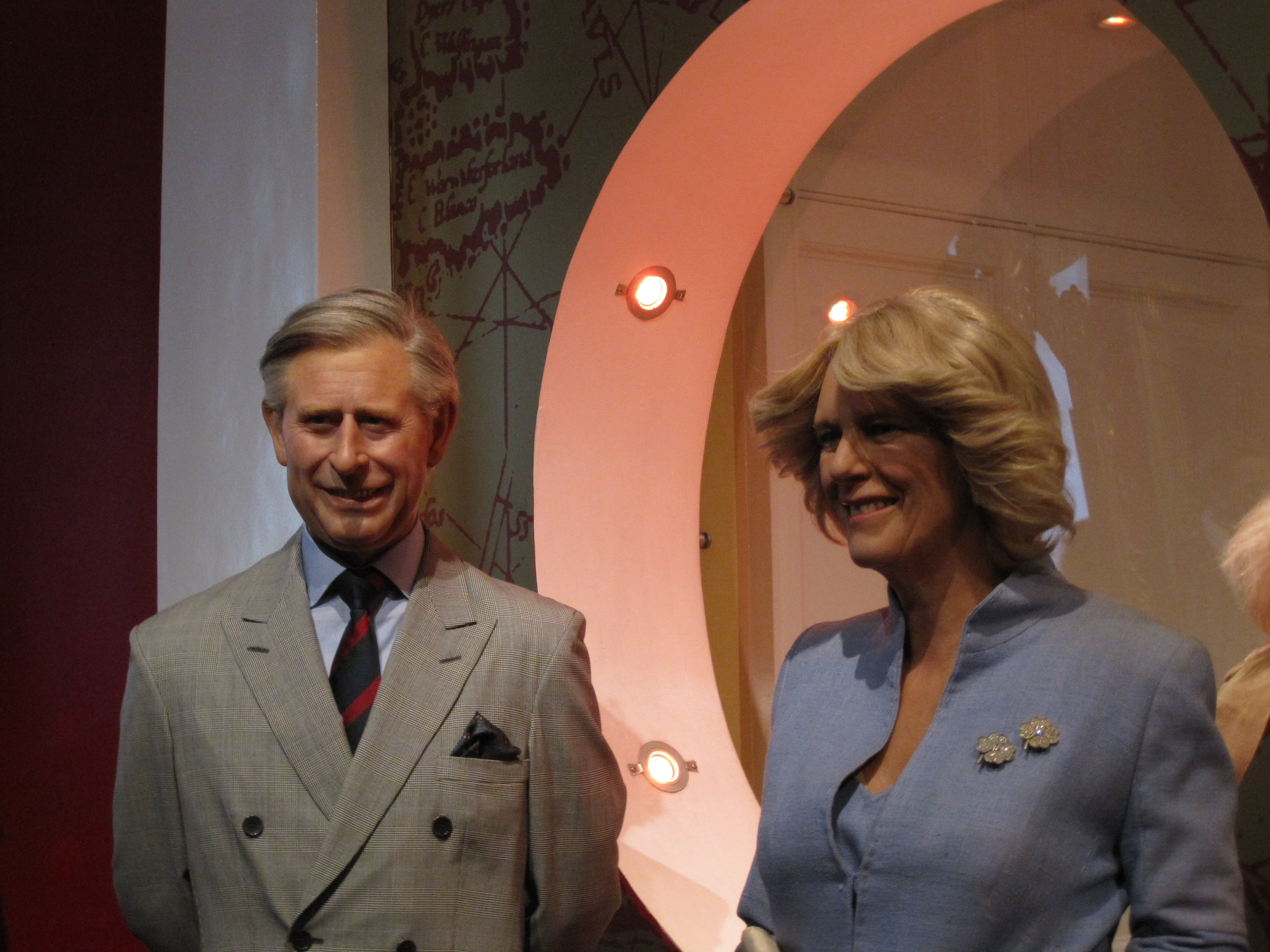
Charles și Camila
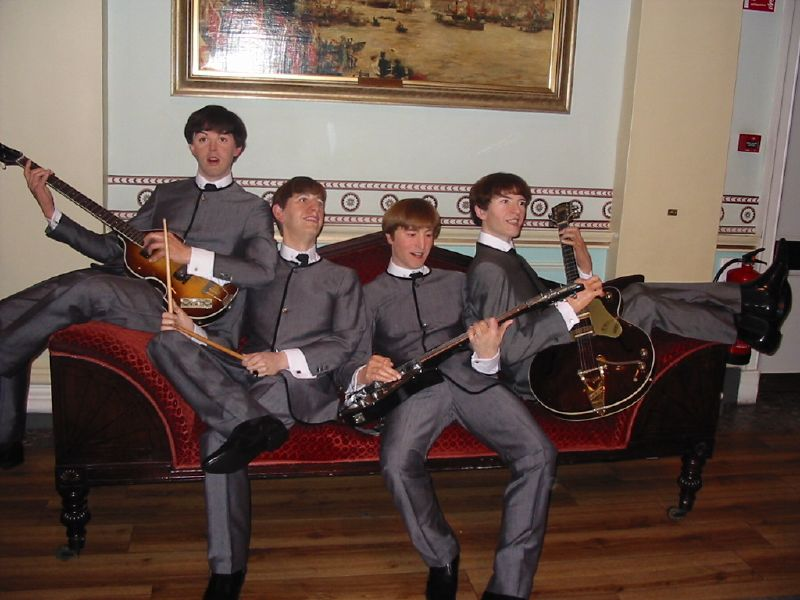
The Beatles
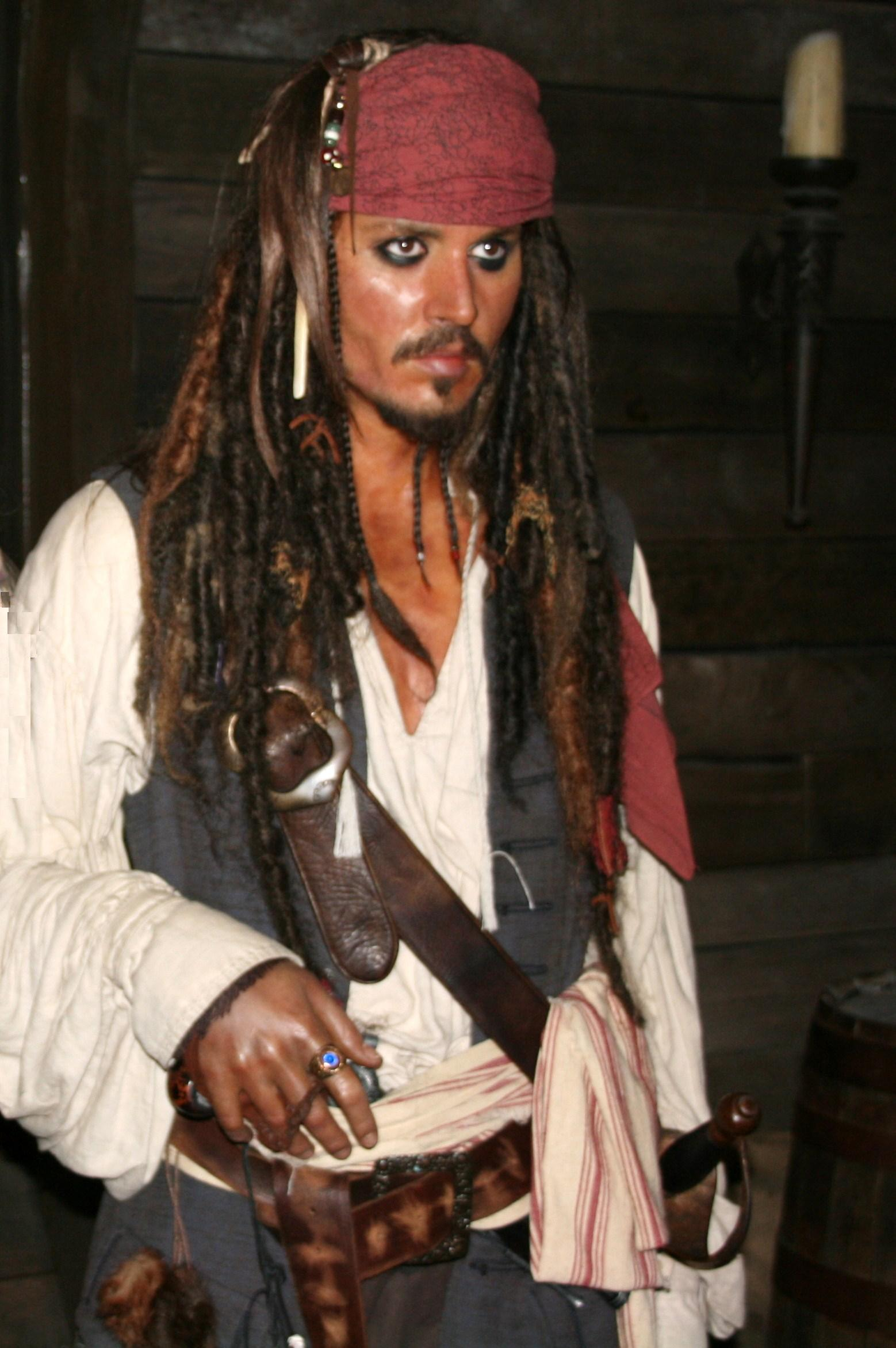
Jack Sparrow - Johnny Depp
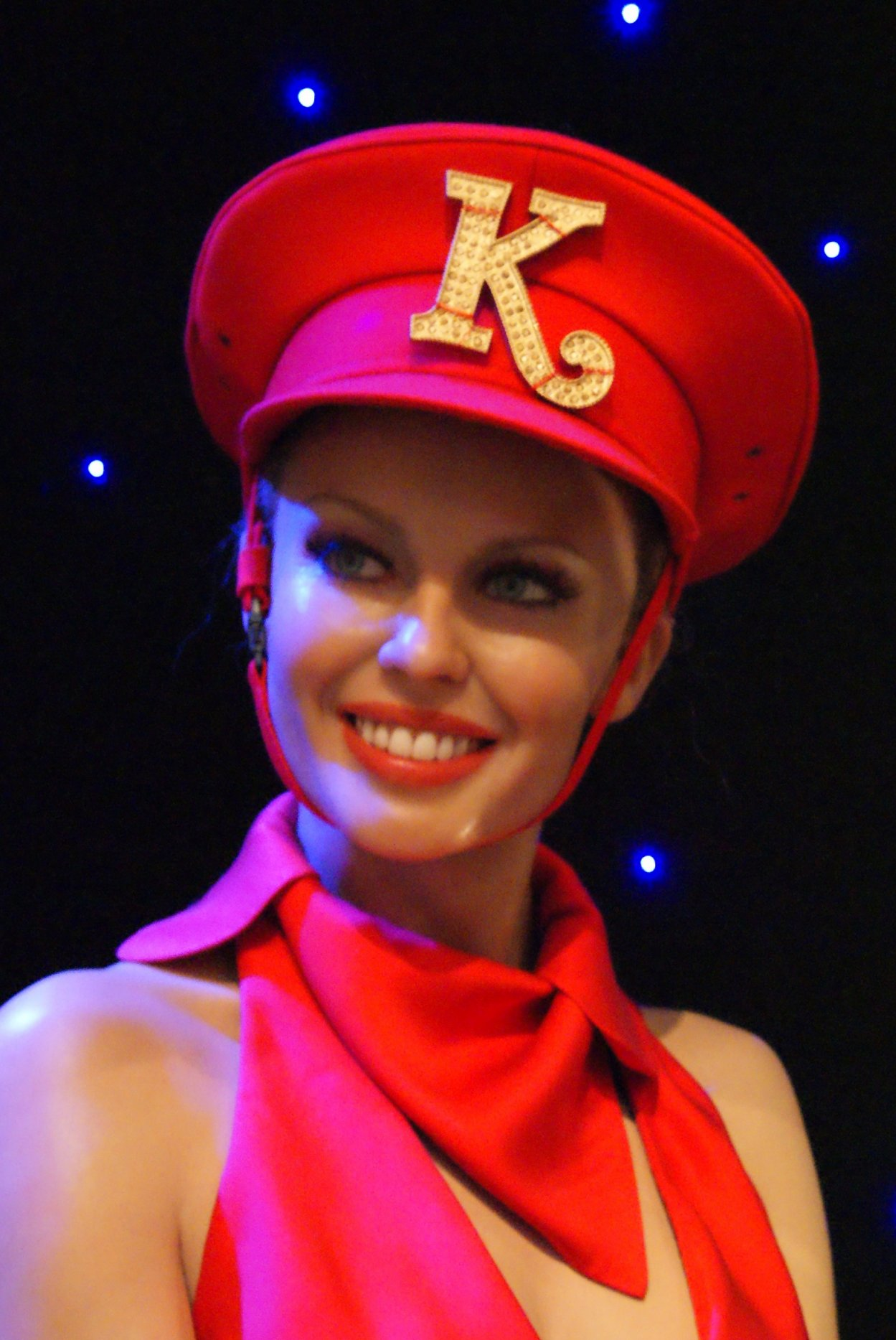
Kylie Minogue